# شهاب‌الدین عزیزی خادم
شهاب‌الدین عزیزی خادم (زادهٔ ۱ بهمن ۱۳۵۶) مدیر ورزشی ایرانی و رئیس پیشین فدراسیون فوتبال ایران است. او شانزدهمین رئیس فدراسیون فوتبال ایران پس از انقلاب ۱۳۵۷ بود که در ۱۰ اسفند ۱۳۹۹ با رأی مجمع به این مقام رسیده بود؛ صعود به جام جهانی و نخستین صعود تیم ملی بانوان به جام ملت‌های آسیا در دوره مدیریت او به وقوع پیوست. وی در تاریخ ۲۸ بهمن ۱۴۰۰ با تصمیم اکثریت اعضای هیئت رئیسه از ریاست فدراسیون کنار گذاشته شد.
تفاهم نامه چهارساله با فدراسیون فوتبال قطر که یکی از بندهای آن ایجاد کمپ اسپایر با هزینه قطری‌ها در کیش بود از اقدامات دوران مدیریتی او بود که البته به علت عزل غیر قانونی وی نتیجه نرسید.
همچنین تفاهم با مناطق آزاد تجاری جهت ایجاد زمین‌های چمن هیبریدی، بزرگ‌ترین کمپ فوتبال در کیش، سریع ترین صعود تیم ملی فوتبال به جام جهانی از دیگر پروژه‌های عظیم دوران کوتاه مدیریتی عزیزی خادم است.
وی که سابقهٔ عضویت در هیئت رئیسه فدراسیون فوتبال در سال‌های ۱۳۹۰ تا ۱۳۹۵ را داشته، در مقطعی نیز مدیریت شرکت‌های زیرمجموعه وزارت رفاه را تجربه کرده و معاون پارلمانی و حقوقی وزارت رفاه و تأمین اجتماعی نیز بوده‌است.
در بهمن ۱۴۰۰، اعضای هیئت رئیسه اقدام به عزل او نمودند.  همچنین حذف باشگاه‌های استقلال و پرسپولیس از لیگ قهرمانان آسیا و عدم جایگزینی این دو باوجود عدم رعایت اصول اولیه حرفه ای شدن از سوی دو باشگاه به عمکلرد ضعیف او نسبت داده شده است.

## پیشینه کاری
شهاب‌الدین عزیزی خادم، زاده ۱۳۵۶ در پلدختر است. او یک مدیر ورزشی و شانزدهمین رئیس فدراسیون فوتبال ایران پس از انقلاب ۱۳۵۷ است که در ۱۰ اسفند ۱۳۹۹ به این مقام رسید.
وی که سابقهٔ عضویت در هیئت رئیسه فدراسیون فوتبال را در بین سال‌های ۱۳۹۰ تا ۱۳۹۵ داشته، در مقطعی مدیریت در شرکت‌های زیرمجموعه وزارت رفاه را تجریه کرده و معاون پارلمانی و حقوقی وزارت رفاه و تأمین اجتماعی نیز بوده‌است.

### فدراسیون فوتبال ایران
از زمان انتخاب شهاب‌الدین عزیزی خادم به ریاست فدراسیون فوتبال ایران بحث ارتباط وی با رمال و جادوگرها و تأثیر بر تصمیمات وی مطرح شده که همواره از سوی عزیزی خادم تکذیب شده‌است. او در مصاحبه‌های خود  حمایت، هدایت و رحمت الهی،  الطاف خفیه الهی و دعای خوبان عالم را از دلایل پیروزی‌های تیم ملی فوتبال ایران در مقابل حریف‌ها دانسته‌است که با انتقاد ورزشکاران و رسانه‌ها همراه بوده‌است.
گزارش برنامه هت‌تریک که مشورت مشاور حقوقی فدراسیون فوتبال ایران به رئیس کمیته انضباطی در پرونده بازیکن خارجی باشگاه فوتبال گل‌گهر را نشان داد، بهانه ای برای حملات بیشتر به او شد. در این رای، از این باشگاه امتیازهایی کم و به سه تیم استقلال، سپاهان و پیکان اضافه شده بود.
در بهمن ۱۴۰۰، پس از صعود تیم ملی فوتبال به جام جهانی ۲۰۲۲ قطر، به بهانه پخش شدن یک فایل صوتی از کمیته انضباطی در مورد رای پرونده گل‌گهر توسط ایران اینترنشنال، حملات برای عزل عزیزی خادم شدت گرفت. تعدادی از رسانه‌ها از وی به عنوان کسی که «فوتبال کشور را در بن‌بست قرار داده» یاد کرده‌اند و حذف پرسپولیس و استقلال تهران از لیگ قهرمانان آسیا را به او نسبت دادند. سرانجام وی در تاریخ ۲۸ بهمن ۱۴۰۰ ساعت ۱۱:۳۰ با رای اعضای هیئت رئیسه از ریاست فدراسیون فوتبال برکنار شد.
عزیزی خادم موضوع عزل خود را خیانت و توطئه می‌داند و بر این نکته تأکید دارد که هیچ مستندی از طرف اعضای هیئت رئیسه مبنی بر وجود تخلف ارائه نشده‌است.
بزرگان فوتبال ملی ایران مانند داریوش مصطفوی، حسن روشن، علی پروین، حسین کلانی، محمد مایلی کهن و علی کفاشیان عملکرد عزیزی خادم را مثبت دانسته و از او حمایت کرده‌اند.